# Zaklada Solidarna
Zakladu Solidarna osnovalo je 2015. godine 49 hrvatskih ljudskopravaških aktivista i šest organizacija civilnog društva zabrinutih zbog političkih trendova i društvenih smjerova u vidu porasta antiliberalizma, nacionalizma, ksenofobije i autoritarizma u Hrvatskoj i dvjema regijama kojima pripada, središnjoj Europi i Balkanu.
Predsjednica i ujedno jedna od osnivačica je Sanja Sarnavka.

## Aktivnosti
Zaklada provodi svoju viziju kroz rad nekoliko fondova i programa.

#### Fond „Desa i Jerko Baković“
Osnovan 2018. početnom donacijom Dese Baković, Fond pruža financijsku, materijalnu i stručnu podršku školovanju siromašne djece i mladih, i to prvenstveno osnovnoškolskog i srednjoškolskog uzrasta koja su izložena materijalnoj deprivaciji, riziku socijalnog isključivanja i diskriminacije, a pritom u svojoj okolini možda nemaju adekvatnu podršku za razvoj samopouzdanja i vještina  potrebnih za uspješno školovanje.

#### Fond #SPASIME
Inicijativa #SPASIME i Zaklada SOLIDARNA osnovale su Fond #SPASIME s ciljem pružanja konkretne i interventne skrbi žrtvama obiteljskog nasilja u smislu ekonomske, pravne, psihološke, liječničke i stambene pomoći.

#### Fond “Solidarno s Ukrajinom”
Fond je osnovan nakon početka rata u Ukrajini 2022. i namijenjen je pomoći izbjeglicama koje su sigurnost pronašle u Republici Hrvatskoj.

#### Fond "Za aktivno građanstvo u Hrvatskoj"
Sredstvima Fonda se financiraju projekti organizacija koje se bave demokracijom, ljudskim pravima, socijalnom pravdom i društvenom uključenosit ranjivih skupina, rodnom ravnopravnosti i prevencijom rodno uvjetovanog nasilja te okolišem i klimatskim promjenama. Upravitelj Fonda za aktivno građanstvo u Hrvatskoj je konzorcij u sastavu Slagalica – Zaklada za razvoj lokalne zajednice iz Osijeka, Zaklada za ljudska prava i solidarnost – SOLIDARNA iz Zagreba, Udruga za razvoj civilnog društva SMART iz Rijeke i CNVOS – Centrom za informiranje, suradnju i razvoj nevladinih organizacija iz Ljubljane.

#### Fond 5.5
Osnovna svrha Fonda 5.5 je pružanje krizne financijske podrške socijalno ugroženim građankama i građanima Zagreba koji su se zbog potresa magnitude 5,5 u ožujku 2020. našli u krajnjoj nesigurnosti i oskudici. 

#### Program krizne podrške nakon potresa “Solidarno s Petrinjom i SMŽ”
Nakon potresa u Petrinji 30. 12. 2020. pokrenuo se program koji je definiran da će se provesti u dvije faze: u prvoj fazi je osigurana podrška u kriznom zbrinjavanju i stabilizaciji, a u drugoj fazi se osigurava podrška u održivoj obnovi i oporavku i to na način da se što brže i kvalitetnije odgovori na potrebe ljudi u odnosu na njihov kontekst te da se svi raspoloživi resursi – znanje, oprema, novac, usluge – što bolje povežu, iskoriste i obogate.

#### Program “Kultura u zajednici”
Program je pokrenut 2016. godine s ciljem stvaranja novih prilika za društveno angažirani umjetnički rad kako već priznatih autora, tako i za afirmaciju mladih i neetabliranih autora i autorica koji na zanimljiv način otvaraju pitanja ljudskih prava.

## Nagrade i priznanja
Zaklada Solidarna, odnosno njen projekt Fond 5.5, dobitnik je nagrade Europski građanin 2022., što je priznanje kojim Europski parlament vrednuje rad udruženja, organizacija i pojedinaca na promicanju razumijevanja i jačanju europskog zajedništva.

## Vanjske poveznice
- https://solidarna.hr/ - web zaklade
- https://www.poslovni-savjetnik.com/blogovi/nismo-sretni-sto-smo-nadmasili-drzavu-na-baniji-administracija-nas-je-dodatno-ometala
- https://acfcroatia.hr/ - web "Za aktivno građanstvo u Hrvatskoj"
- https://www.facebook.com/Spasime-394629151370980/ - Inicijativa #SPASIME
- https://www.zaklada-slagalica.hr/hr/  Arhivirana inačica izvorne stranice od 9. kolovoza 2022. (Wayback Machine)
- https://www.smart.hr/
- https://www.cnvos.si/